# Яцух Сергій Васильович
Сергі́й Васи́льович Яцух (с. Святець, Теофіпольський район, Хмельницька область — 16 березня 2022, с. Новоселівка, Чернігівський район, Чернігівська область) — солдат Збройних Сил України, учасник російсько-української війни, який загинув під час російського вторгнення в Україну.

## Життєпис
Народився 6 серпня 1990 року в селі Святці Теофіпольського району Хмельницької області.
Закінчив Тернопільський національний економічний університет (нині — Західноукраїнський національний університет). До російського вторгнення в Україну працював державним інспектором митного поста «Нові Яриловичі» Чернігівської митниці.
Солдат, проходив військову службу у складі 21 окремого стрілецького батальйону Збройних Сил України.
Загинув 16 березня 2022 року в боях з російськими окупантами в с. Новоселівці поблизу м. Чернігова. Похований 3 квітня 2022 року в смт Теофіполь на Хмельниччині.

## Нагороди
- орден «За мужність» III ступеня (2.05.2022, посмертно) — за особисту мужність і самовіддані дії, виявлені у захисті державного суверенітету та територіальної цілісності України, вірність військовій присязі[1].